# Lozevo
Lozevo (bulgariska: Лозево) är ett distrikt i Bulgarien.   Det ligger i kommunen Obsjtina Sjumen och regionen Sjumen, i den nordöstra delen av landet, 290 km öster om huvudstaden Sofia.
Runt Lozevo är det i huvudsak tätbebyggt. Runt Lozevo är det ganska tätbefolkat, med 100 invånare per kvadratkilometer.